# Mathias Hecht
Mathias Hecht (26 de mayo de 1980) es un deportista suizo que compitió en triatlón. Ganó una medalla de bronce en el Campeonato Europeo de Ironman 70.3 de 2009.

## Palmarés internacional
| Campeonato Europeo | Campeonato Europeo   | Campeonato Europeo | Campeonato Europeo |
| Año                | Lugar                | Medalla            | Prueba             |
| ------------------ | -------------------- | ------------------ | ------------------ |
| 2009               | Wiesbaden (Alemania) | Medalla de bronce  | Individual         |